# CP Bootis
Désignations
CP Bootis est une étoile variable de la constellation du Bouvier, située à 252,6 ± 0,5 a.l. (∼ 77,4 pc) de la Terre.